# Jacques Duclos
Jacques Duclos (1896-1975) là nhà chính trị người Pháp. Ông là thành viên của Đảng Cộng sản Pháp.
Ông giúp đỡ Nguyễn Ái Quốc về mọi phương diện khi Nguyễn Ái Quốc sang Pháp tìm đường cứu nước.